# Оттокар, Николай Петрович
Николай Петрович Оттокар (1884, Санкт-Петербург, Российская империя — 18 сентября 1957, Флоренция, Италия) — русский и итальянский историк-медиевист. Проректор (1917), декан историко-филологического факультета, ректор (1918—1919) Пермского университета.

## Биография
Родился в Санкт-петербурге 12 марта 1884 года.
В 1902 году окончил с золотой медалью 6-ю Санкт-Петербургскую гимназию, в 1908 году историко-филологический факультет Санкт-Петербургского университета — ученик И. М. Гревса.
В 1910 году он начал читать лекции на Высших женских (Бестужевских) курсах. Также он преподавал в Петроградском частном университете при Психоневрологическом институте и на Высших курсах П. Ф. Лесгафта. В 1911—1914 годах был в научной командировке. Вернувшись в Россию продолжил прерванную педагогическую деятельность; дополнительно стал читать лекции на Высших женских курсах Н. П. Раева. Одновременно, он принимал активное участие в составлении «Нового энциклопедического словаря Брокгауза и Ефрона» (издавался с 1911 по 1916 г.), отдел средневековья в котором возглавлял его научный руководитель И. М. Гревс. Для отдельных томов «Словаря» им, в частности, были написаны статьи «Балет», «Болонья», «Коммуны средневековые», «Лангобардское право», «Лангобарды» и пр.
Летом 1915 года, он был допущен к ведению занятий в Петроградском университете и вошёл в состав приват-доцентов по кафедре всеобщей истории; читал курс «Города Бельгии в средние века». Однако уже летом следующего 1916 года его особым приказом перевели в отделение Петроградского университета в Перми. До 1922 года он работал в Пермском университете. В 1921 году защитил магистерскую диссертацию «Опыты по истории французских городов в средние века»; был профессором кафедры всеобщей истории; 24 октября 1917 года был избран проректором университета; 1 октября 1918 года был избран деканом историко-филологического факультета и в этой должности проработал ровно год.
Н. П. Оттокар — один из создателей музея древностей Пермского университета. В 1919 году вышла его книга «Опыты по истории французских городов в средние века».
С 1 октября 1919 года он был избран исполняющим обязанности ректора (после того как их сложил с себя А. С. Безикович), а с 30 апреля 1920 года — ректором Пермского университета. С конца 1920 года Н. П. Оттокар находился в постоянных командировках: в Италии, Москве, Петрограде. Во время командировки в Петроград он защитил в Петербургском университете диссертацию на тему «Опыты по истории французских городов в средние века». Его официальными оппонентами были И. М. Гревс, О. А. Добиаш-Рождественская и Л. П. Карсавин.
В конце 1922 года эмигрировал, жил в разных городах Европы. Более 30 лет прожил в Италии; работал профессором медиевистики Флорентийского университета. Его учеником там стал Николай Рубинштейн.
Скончался в 18 сентября 1957 года во Флоренции, где также жил его сын (дочь Нина рано погибла). Архив Оттокара был передан университету и большей частью погиб во время наводнения 1966 года.
В честь Н. Оттокара названа небольшая улица во Флоренции.

## Научные исследования
Главная тема его исследований — типология западноевропейского средневекового города, происхождение и становление городских коммун во Франции и Италии. Цель его исследований — прояснение в каждом отдельном случае особенностей становления города как «публично-правовой целостности» и формирование в ходе этого процесса «городской ассоциативности» (общности): способности к коллективному действию и солидарности. В числе работ Н. П. Оттокара:
- Флорентийский дом в XIV и XV столетиях // Историческое обозрение. — 1909. Т. XV. — С. 23—32.
- К истории взаимоотношений церкви и города в итальянском средневековье. «Opera Ecclesiae» во Флоренции и её роль в процессе перехода церквей в ведение коммуны // ЖМНП. — 1909. — № 9. — С. 1—23.
- Цехи и коммуна во Флоренции в XIII–XIV вв. // К 25-летию учёно-педагогической деятельности И. М. Гревса. — СПб., 1911. — С. 241—271.
- Опыты по истории французских городов в средние века. — Пермь, 1919 (тип. Губ. земства). — [8], 258 с. — (Записки Пермского университета. Т. 1) магистерская диссертация
- Storia della storiographia italiana nel secolo decimonono. — Bari, 1930.
- Breve storia della Russia: Linee generali / Nicola Ottokar. — Bari: Laterza-Figli, 1936. — 423 с. — (Biblioteca di cultura moderna).
- Venezia: cenni di cultura e di storia veneziane. — Firenze, 1941. — 43 с
- Siena: cenni di storia e di cultura senesi. — Firenze, 1944. — 34 с.
- Firenze: cenni di storia e di cultura fiorentine. — Firenze, 1945. — 92 с.
- Storia medioevale. Storia del papato: dalle lezioni del N. Ottokar. — Firenze, [1951]. — 153, 41 с.